# セレーネー
セレーネー（古代ギリシア語: Σελήνη〈ギリシア語ラテン翻字: Selēnē〉）は、ギリシア神話の月の女神である。長母音を省略してセレネ、セレーネとも表記される。手に笏を持ち、2頭の白い駿馬が牽引する白銀の戦車に乗った有翼の女神として描かれるが、牛や馬、ラバや鹿に乗った姿でも表される。ローマ神話のルーナと同一視される。

## 概要
ヘーシオドスの『神統記』によると、ティーターン神族のヒュペリーオーンとテイアーの娘で、太陽神ヘーリオス、曙の女神エーオースと兄弟である。その他、父親に関してはメガメーデースの子パラース、あるいはヘーリオスともいわれる。母親に関してはアイトレーともバシレイアともいわれる。ゼウスとの間に娘パンディーア、ヘルセー、ネメアーがいる。一説によると兄弟であるヘーリオスとの子供に四季の女神ホーラーたちがおり、彼女たちはヘーラーに仕える4人の侍女であるともいわれる。さらにエピメニデースによると、不死身の怪物であるネメアーのライオンを生んだのはセレーネーであり、月が恐ろしい身震いをしたときに地上に降ってきたと語られている（ゼウスとの間に生まれたともいわれる）。ヒュギーヌスによるとネメアーのライオンを洞窟で育てたのはセレーネーである。セレーネーは伝説的な詩人ムーサイオスの母と言われることもあり、相手についてはエレウシースの王エウモルポスあるいはアンティペーモスと言われる。
輝く黄金の冠を戴き、額に月をつけた絶世の美女で、銀の馬車に乗って夜空を馳せ行き、柔らかな月光の矢を放つ。「華やかな夜の女王」、「星々の女王」、「全能の女神」など呼び名がある。月経と月との関連から動植物の性生活・繁殖に影響力を持つとされた。また、常に魔法と関係付けられており、ヘレニズム時代には月は霊魂の棲む所とも考えられていた。後にアルテミス（ディアーナ）やヘカテー、イーシスと同一視された。

## 神話

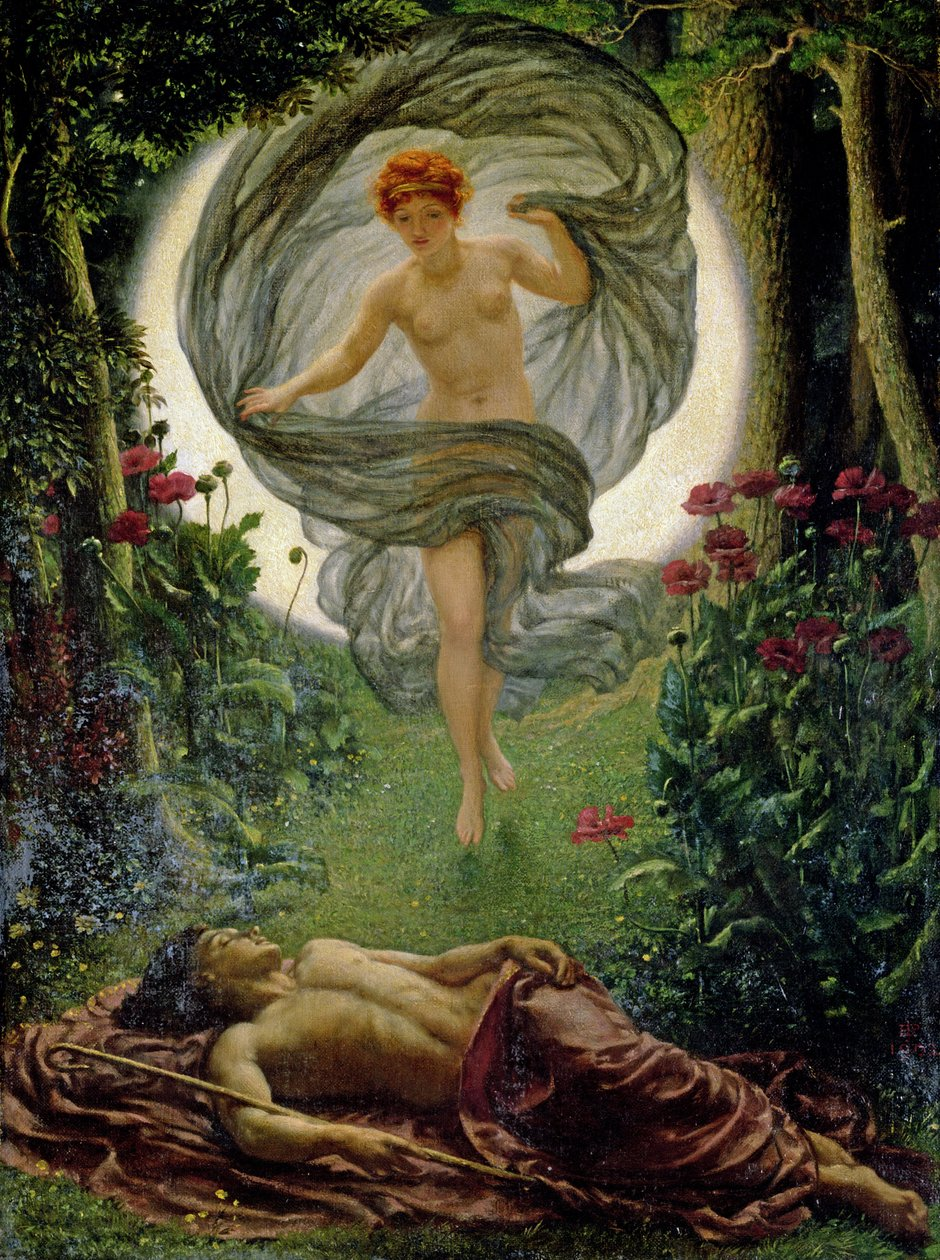
エドワード・ポインターの1902年の絵画『夢の中のエンデュミオーン』。マンチェスター市立美術館所蔵。

ギガントマキアーではセレーネーは兄弟たちとともにゼウスに協力し、ギガースたちの味方をする大地母神ガイアが薬草を見つけられないように空に現れなかったと伝えられている。

### エンデュミオーン
最も有名なセレーネーの神話は美青年エンデュミオーンとの恋物語である。セレーネーは彼を愛し、ゼウスに願って（一説には彼女自身）エンデュミオーンに不老不死の永遠の眠りを与えたと言われる。一説によるとこの出来事は小アジアのラトモス山で起きたことになっている。セレーネーがエンデュミオーンの臥所を訪ねた際、夜空を行く月がラトモス山の陰に隠れてしまった。魔女メーデイアはこれを利用して、月のない闇夜を欲する時にはセレーネーに魔法をかけてエンデュミオーンへの恋心を掻き立て、それから月が夜空から消えた。あるいはセレーネーはエンデュミオーンと交わりを重ねて50人の娘・暦月の女神メーネーたちを生んだ。また、セレーネーは、メーネーとも呼ばれる。

### パーン
他には、牧神パーンもセレーネーの美貌に魅了され、恋い焦がれたことがあった。そこでパーンは純白の羊毛皮でセレーネーを誘惑したが、毛皮の美しさに魅了されたセレーネーは拒まなかったという。しかしこの恋物語にはいくつか異なるものがあり、パーン自ら純白の羊毛皮に変身し、毛皮に魅了されたセレーネーが地上に降りてきたところをアルカディアの森の奥に連れて関係を持ったとも、純白の羊をプレゼントして関係を持ったとも伝えられている。

## ギャラリー

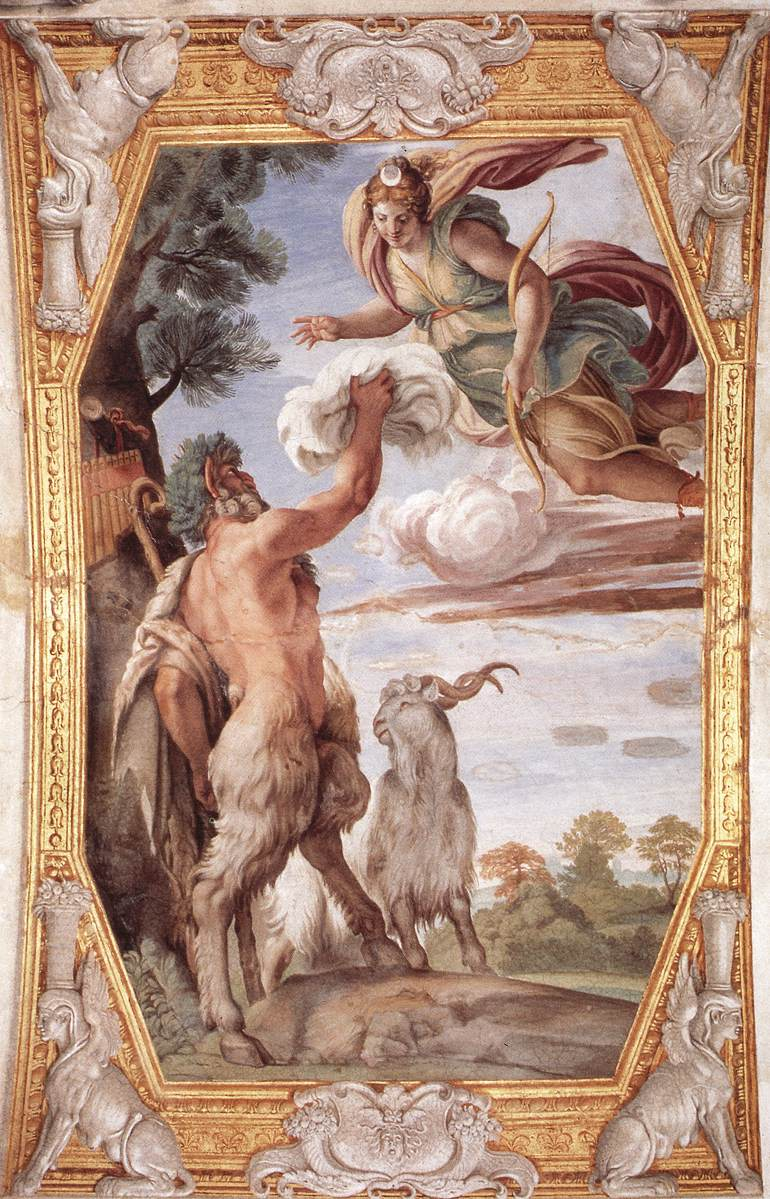
アンニーバレ・カラッチ『セレネへの敬意』（1597-1602年頃）パラッツォ・ファルネーゼ所蔵
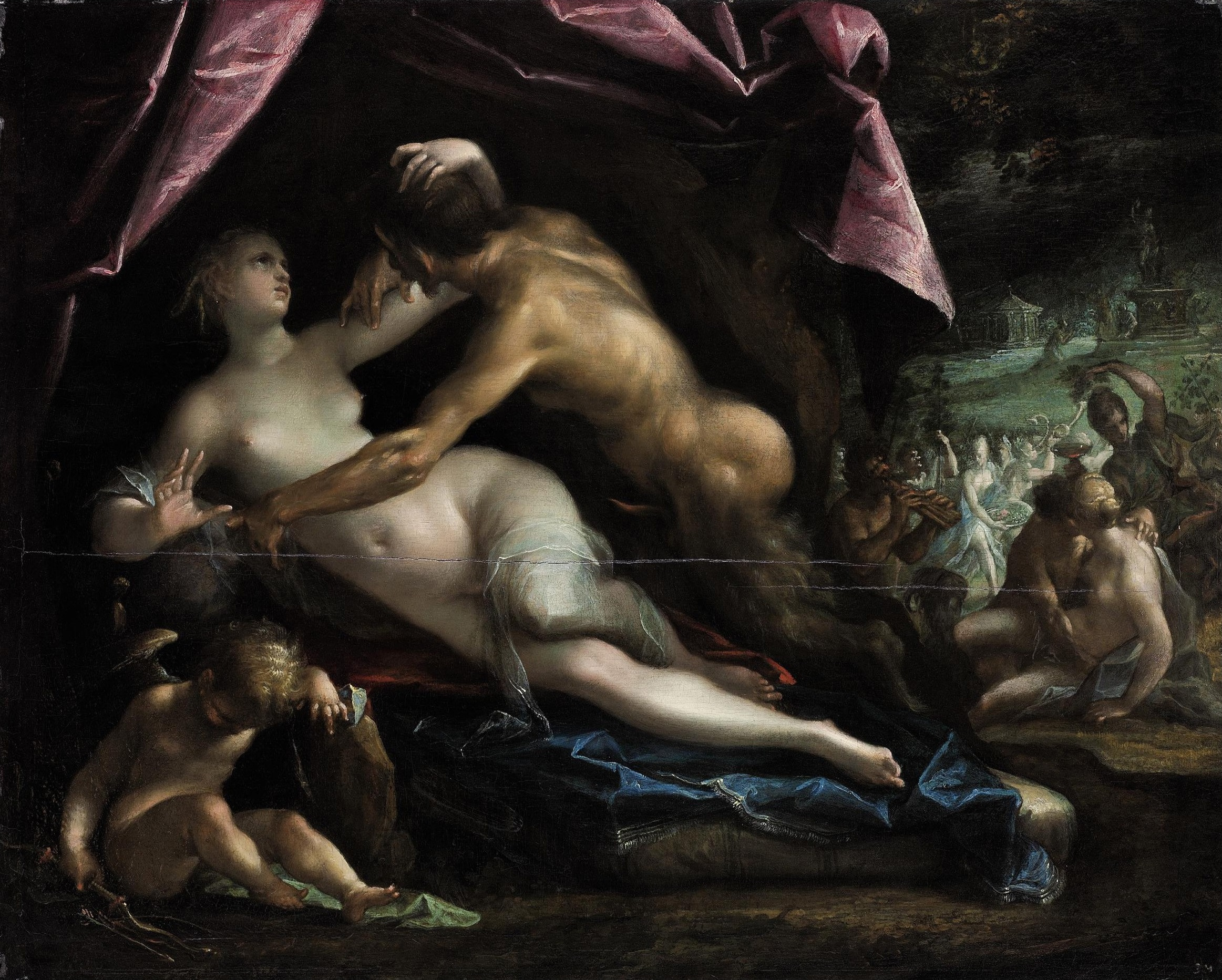
ハンス・フォン・アーヘン『パンとセレネ』（1600年と1605年の間）個人蔵
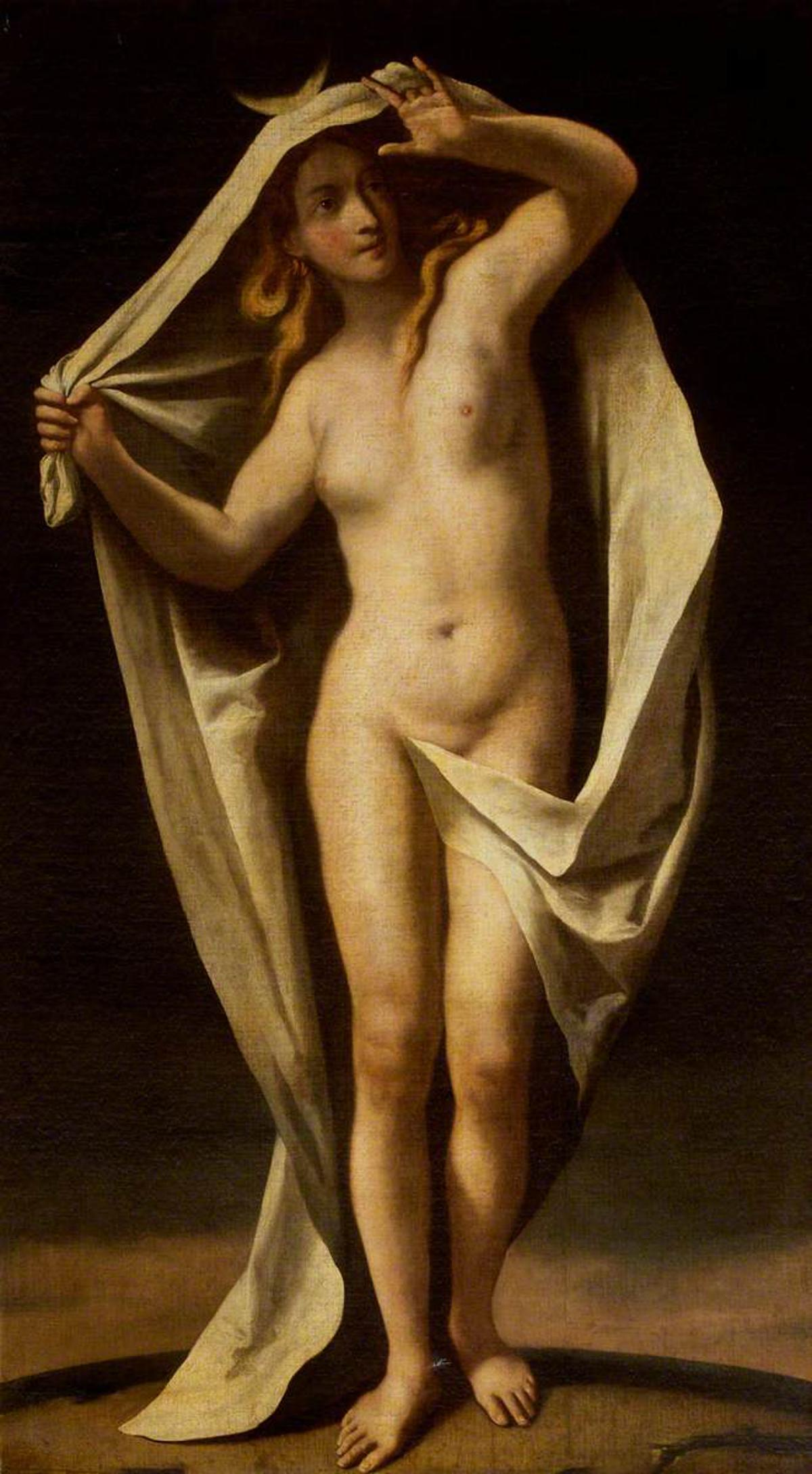
ピエトロ・デラ・ヴェッキア『セレネ』（1600年と1629年の間）キングストン・レイシー（英語版）所蔵
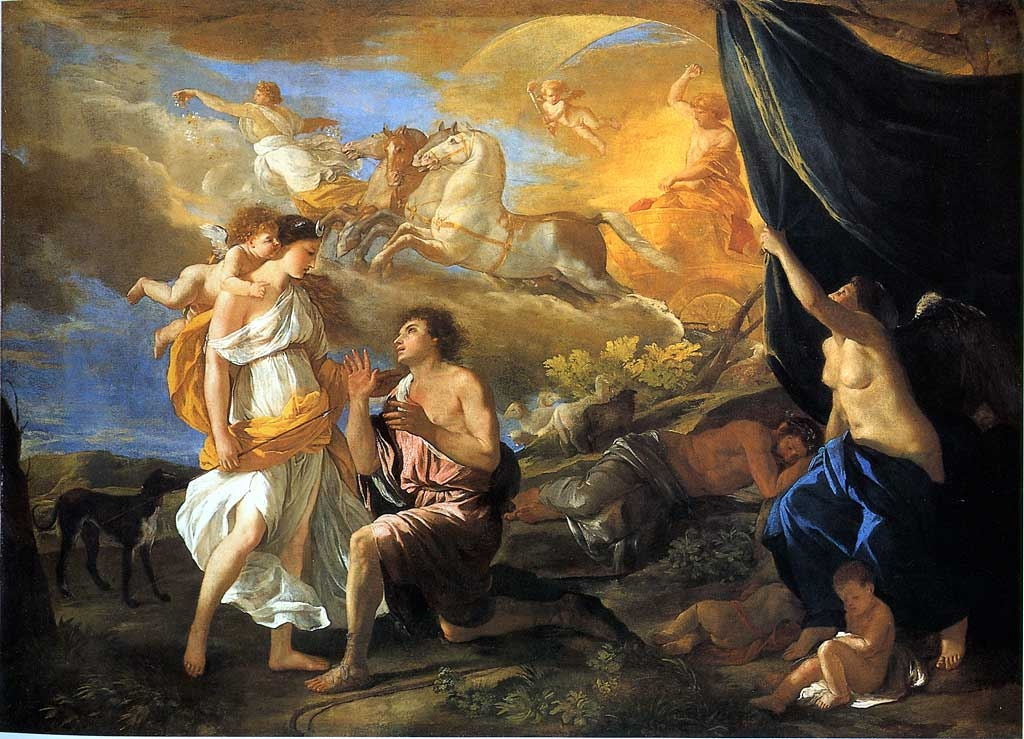
ニコラ・プッサン『セレネとエンデュミオン』（1630年頃）デトロイト美術館所蔵
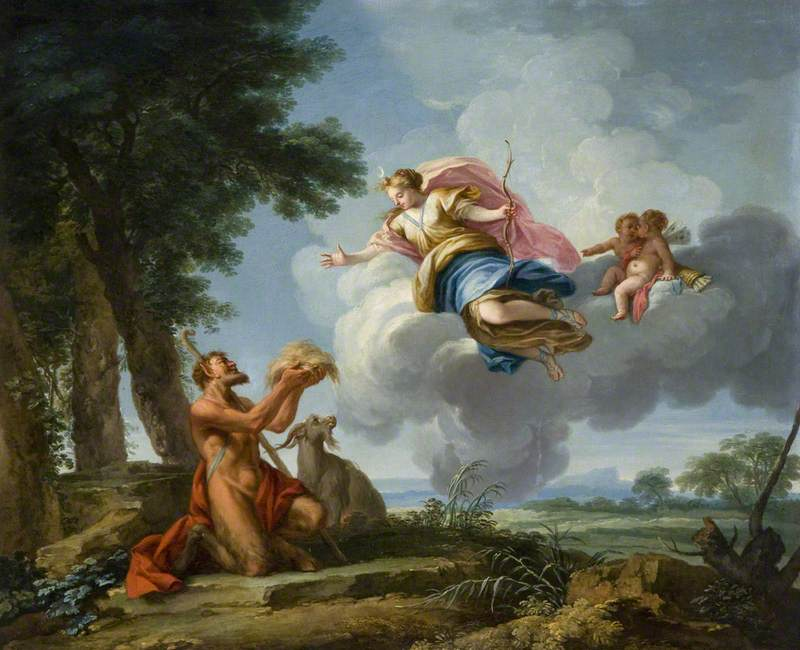
フィリッポ・ラウリ『パンとセレネ』（17世紀）アルスター国立博物館所蔵
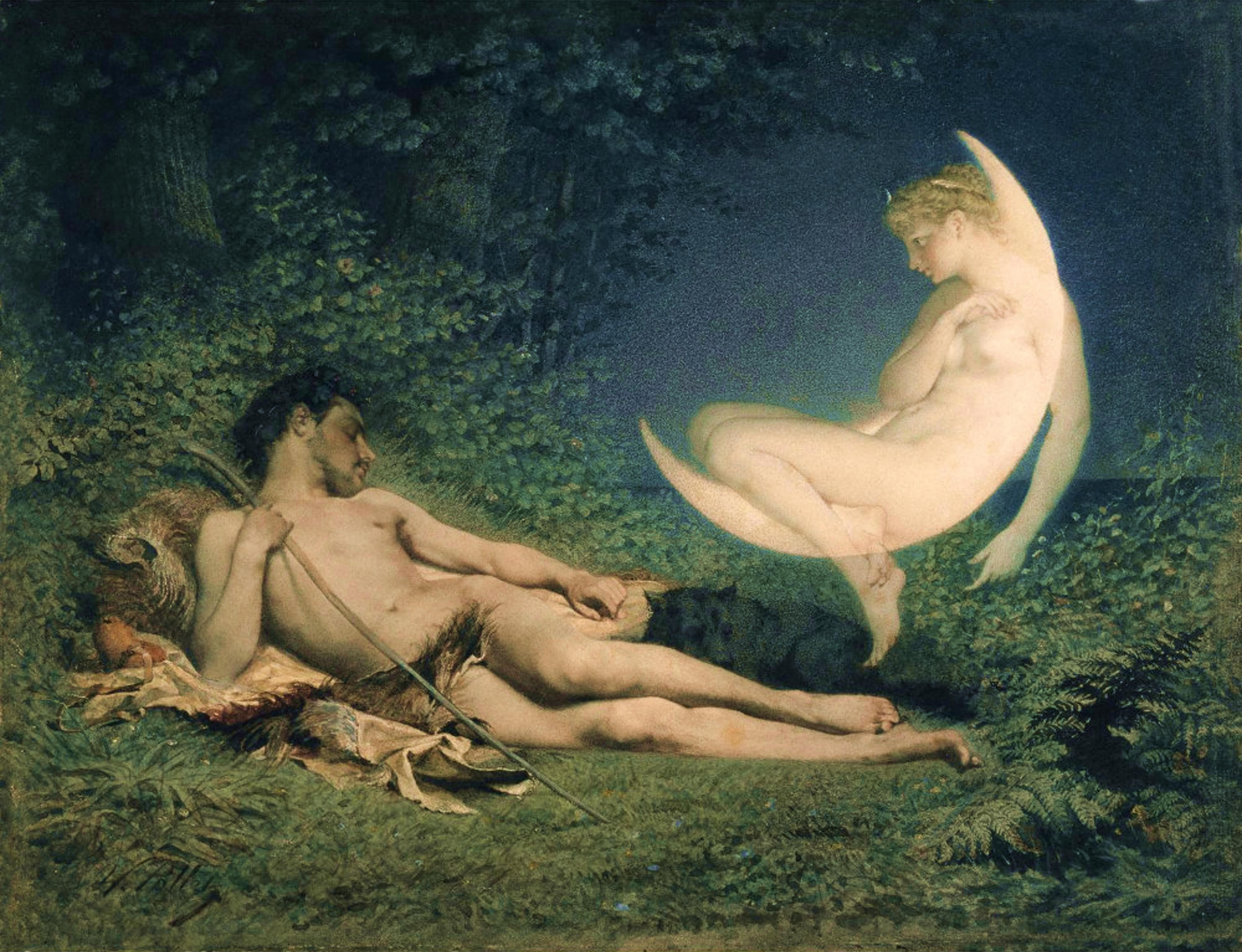
ビクター・フローレンス・ポレット（英語版）『エンデュミオンとセレネ』（1854年）ヴィクトリア&アルバート博物館所蔵
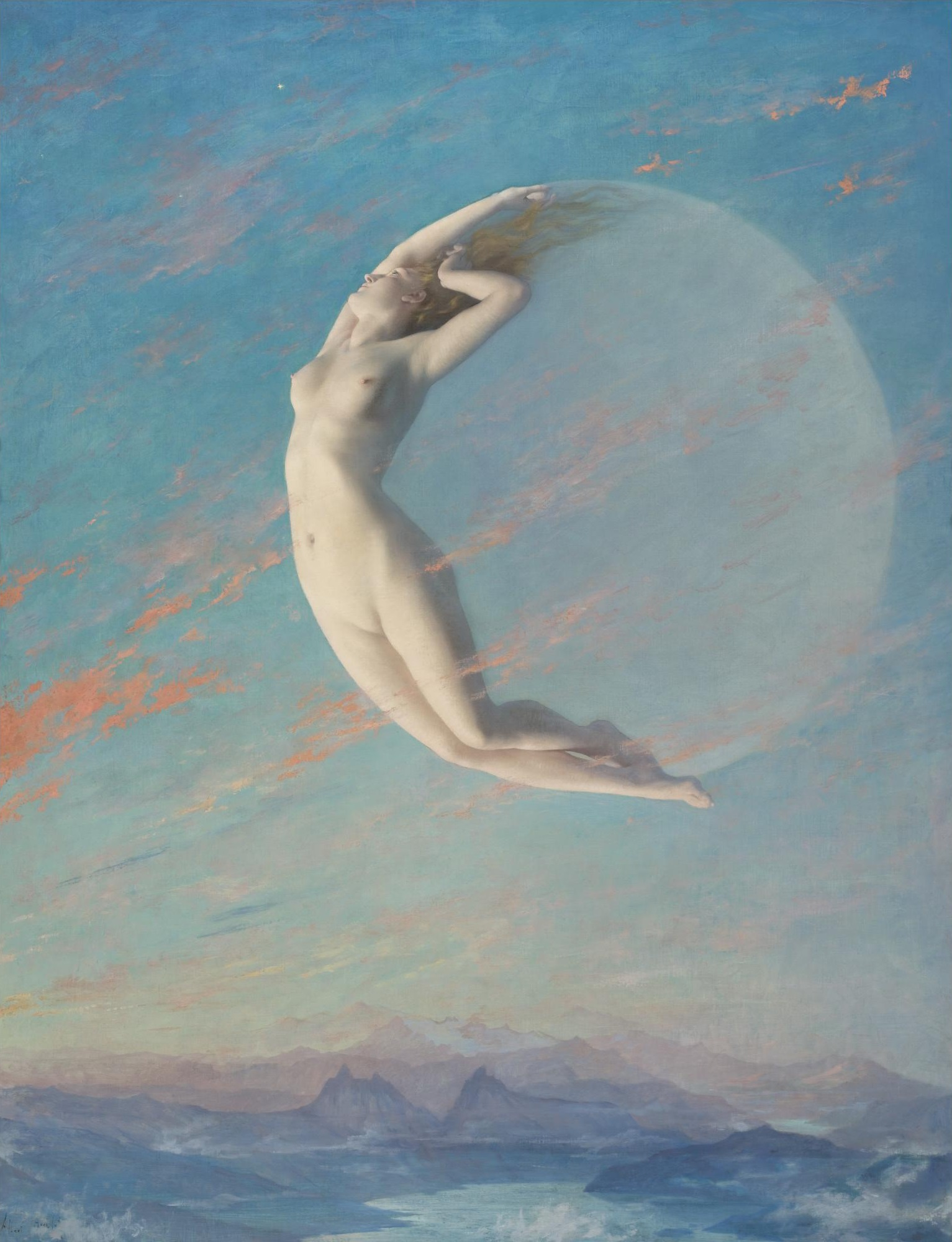
アルベール・オーブレ（英語版）『セレネ』（1880年）個人蔵
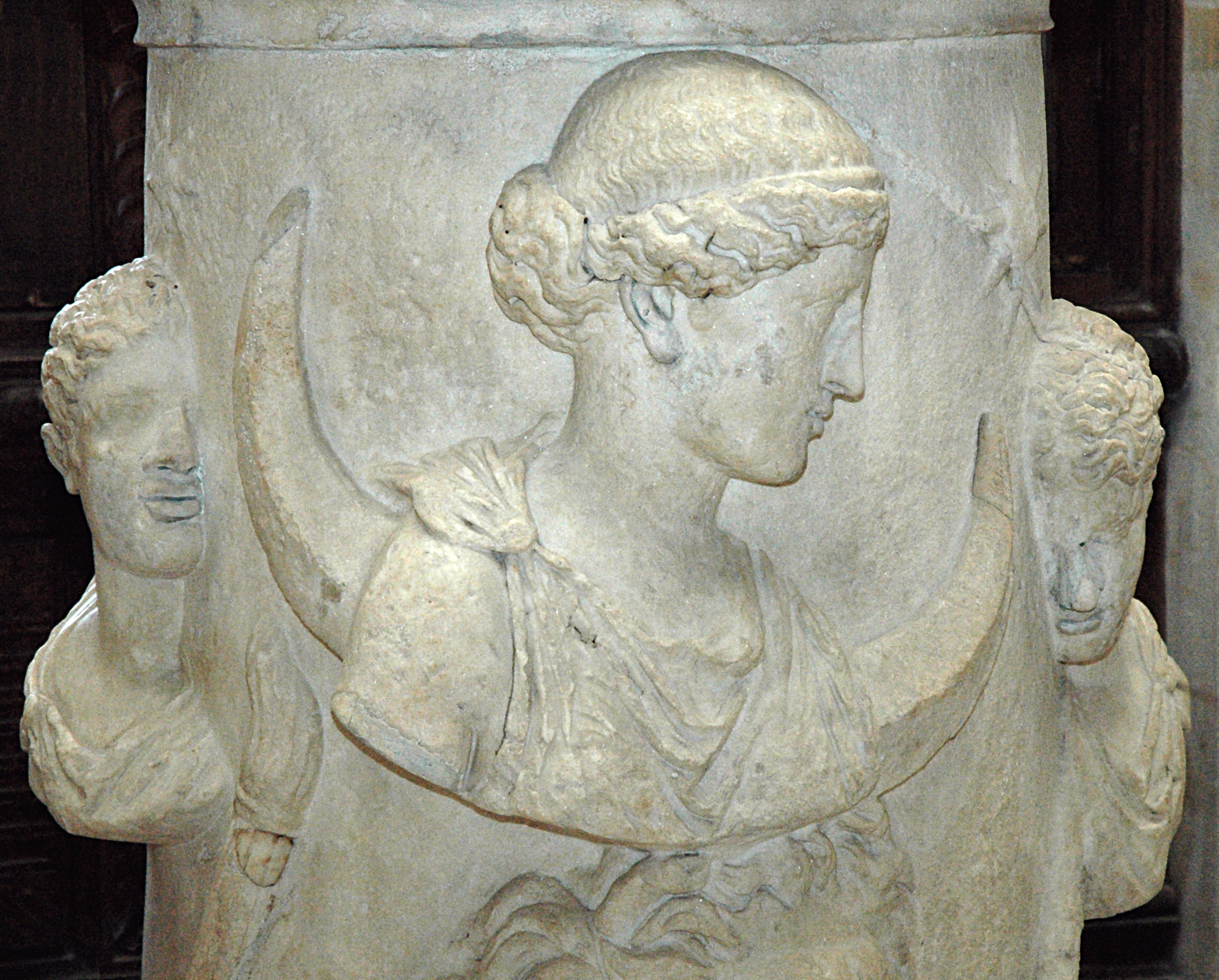
ローマ時代の大理石祭壇：セレーネー、ヘスペロス、ポースポロス（2世紀）ルーヴル美術館所蔵
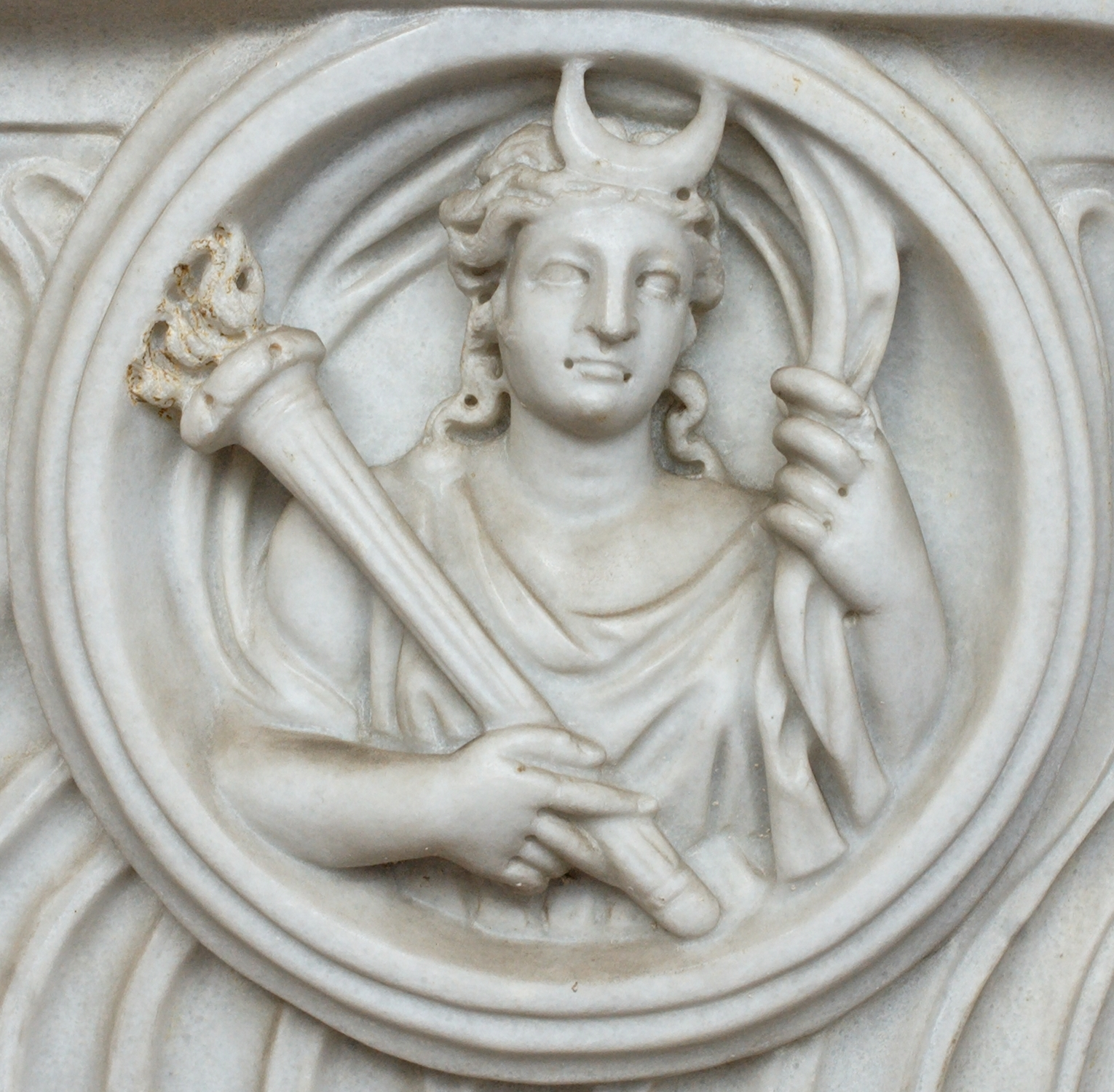
セレーネー像（3世紀）ディオクレーティアーヌス浴場所蔵
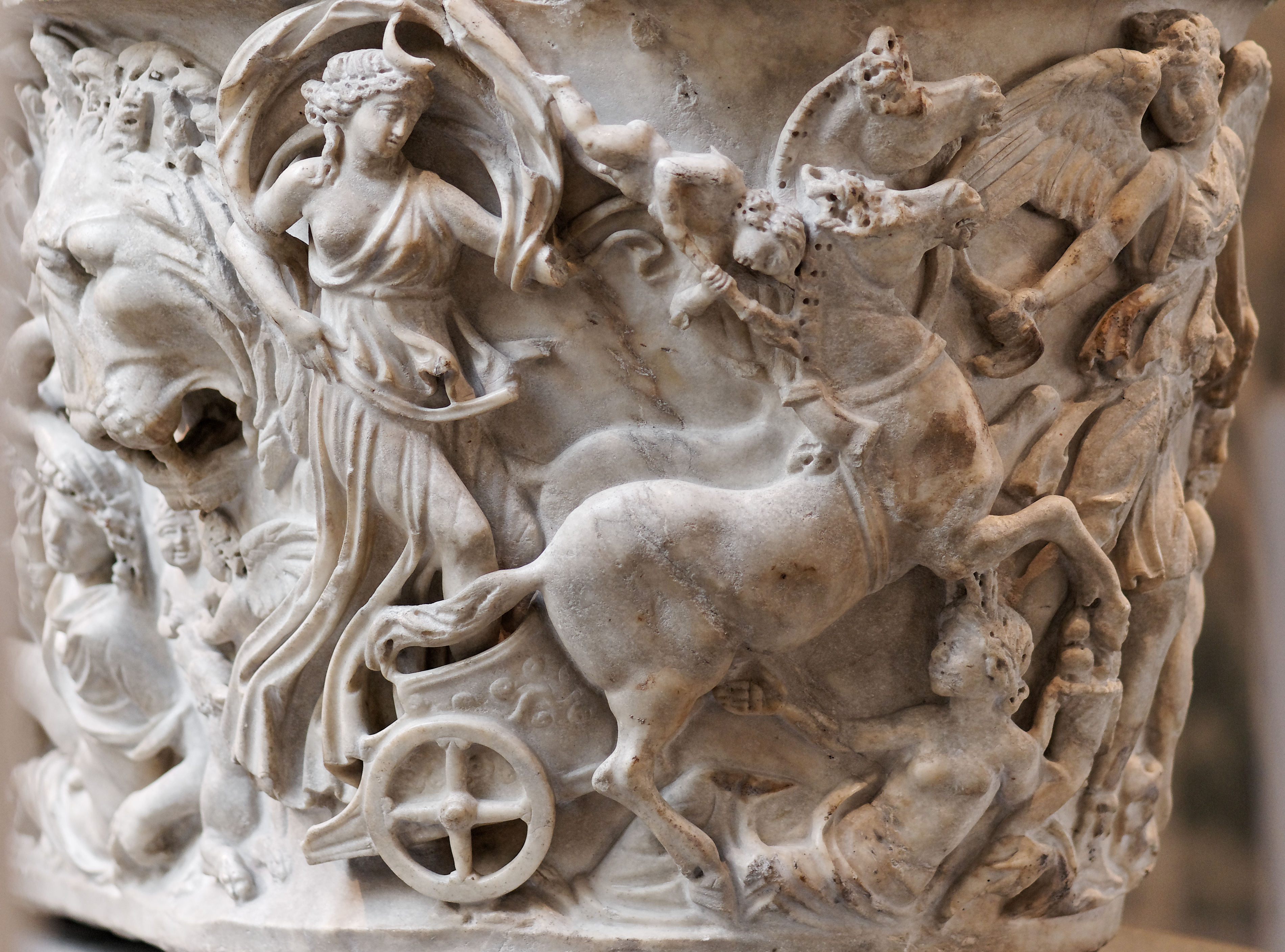
セレーネーとエンデュミオーンの像（3世紀）メトロポリタン美術館所蔵